# 230條款
在美国，《通信规范法》第230条属于1934年《通信法》的修订内容之一，于1996年作为《电信法》第五章的一部分被引入。该条款通常为網路服务供應商提供豁免权，使其不因用户生成的第三方内容而承担法律责任。

第230(c)(1)条的核心内容在于免除“交互式计算机服务”的提供者和用户的责任，前提是他们仅仅发布第三方用户提供的信息：
任何交互式计算机服务的提供者或用户不应被视为另一信息内容提供者所发布或表达信息内容的发布者或代言人。
第230(c)(2)条进一步提供了“好撒玛利亚人”保护条款，允许交互式计算机服务运营商出于善意删除或审核其认为“淫秽、猥亵、低俗、肮脏、过度暴力、骚扰或其他令人反感”的第三方内容，而无须承担民事责任，无论这些内容是否受宪法保护。
第230条是为回应20世纪90年代初针对在线讨论平台的两起诉讼而制定的。这些诉讼引发了对服务提供商是否应被视为内容发布者或用户创建内容的分发者的不同解读。该法案的起草人克里斯托弗·考克斯和罗恩·怀登认为，交互式计算机服务应视为内容的分销商，因而不应对其所分发内容的法律责任负责，以此作为保护当时迅速发展的互联网的一种手段。
第230条是作为1996年《通信规范法》（CDA）的一部分制定的（ 1996年《电信法》第五章的俗称），该法正式编纂为1934年《通信法》的一部分，并在美國法典第47编 § 第230節中列出 。《电信法》通过后，CDA受到法庭质疑，并在雷诺诉美国公民自由联盟案（1997年）中被最高法院裁定为违宪，不过，第230条被认定可以与其他立法分割开来并予以保留。此后，多项法律挑战确认了第230条的合宪性。
第230条的保护并非无限，提供商仍需删除某些联邦层面的非法内容，例如涉及版权侵权的材料。 2018年，《停止纵容性贩子法案》（FOSTA-SESTA）修订了第230条，要求删除违反联邦和州性交易法的内容。在随后的几年里，第230条的保护因与仇恨言论和意识形态偏见相关的问题而受到更严格的审查。这些问题与科技公司在政治讨论中所掌握的权力密切相关，并在2020年美国总统大选期间成为一个主要焦点，尤其是关于社交媒体上较为保守观点的所谓审查问题。
第230条款通过时，美国互联网的使用才刚刚开始快速兴起，服务范围和消费者群体也才初具规模。第230条款经常被称为一部关键法律，它推动了互联网的发展。 

## 影响
第230条常被称为“创立互联网的26个字”。其通过及随后的法律历史支持了其合宪性，并被认为对21世纪初期互联网的发展至关重要。第230条与1998年的《数字千年版权法》（DMCA）共同为互联网服务提供商提供了安全港，使其可以作为内容中介运营，而无需担心对所发布内容的责任，只要采取合理措施删除或阻止对该内容的访问。这些保护措施使互联网领域的实验性和新颖应用得以顺利进行，促进了高级搜索引擎、社交媒体、视频流和云计算等现代互联网服务的发展。根据NERA经济咨询公司（National Economic Research Associates）在2017年的估计，第230条和DMCA合计为美国创造了约425,000个就业岗位，每年带来440亿美元的总收入。